# ماتسو أزوما
ماتسو أزوما (باليابانية: 東松生) هو مبارز بالسيف ياباني، ولد في 23 مايو 1965.

## وصلات خارجية
- ماتسو أزوما على موقع أوليمبيديا (الإنجليزية)